# 石井一孝
石井 一孝（いしい かずたか、1968年1月23日 - ）は、日本のミュージカル俳優、シンガーソングライター、音楽監督である。東京都葛飾区出身。上智大学外国語学部イスパニア語学科卒業。

## 経歴
1990年。舞台というものを見たこともなかったのに、知人の勧めで『ミス・サイゴン』のオーディションを受ける。15,000人を超える応募者の中から奇跡的に合格。1992年5月5日、帝国劇場でデビューを果たし、舞台俳優としての道を歩み始める。1993年、ディズニーアニメ『アラジン』の歌を担当。1994年、『レ・ミゼラブル』のマリウスとして大きな一歩を踏み出し始める。
1999年、1st CD『Heart & Soul Cafe』をリリース。ミュージカル俳優と並行してシンガーソングライターとしても活動を開始。作詞・作曲・編曲がライフワークに。舞台の合間に積極的にコンサートを開催。すべてのライブのコンセプトを毎回変えるという、独自のコンサートスタイルを築き展開する。レコーディング・アーティストとしても驚異の制作力を持っており、自主制作でレコーディングを敢行。アルバムを7枚、ミニアルバムを1枚リリースしている。最新作は2020年6月発売、全18曲収録 2枚組の「In The Scent Of Love ～Top Note～」。
2010年、マイ・フェア・レディ』のヒギンズ役と、『蜘蛛女のキス』のモリーナ役の演技で、「第35回菊田一夫演劇賞」演劇賞を受賞する。

## 出演

### 舞台
- ミス・サイゴン
  - ミス・サイゴン（1992年） - アメリカンGI　役
  - ミス・サイゴン（2004年） - クリス&ジョン 役
- レ・ミゼラブル
  - レ・ミゼラブル（1994年） - マリウス　役
  - レ・ミゼラブル（1997年　-　1999年） - マリウス　役
  - レ・ミゼラブル（2001年） - マリウス　役
  - レ・ミゼラブル（2003年 - 2006年） - ジャン・ヴァルジャン 役
  - レ・ミゼラブルinコンサート（2004年）
- 魅惑の宵（1994年） - ウイル　役
- 洪水の前（1995年） - 日暮　役
- シンデレラ（1995年・1996年） - 王子　役
- アイリーン（1995年・1998年） - ドナルドSマーシャル三世　役
- SHE LOVES ME（1995年・1997年） - アルパ　役
- THE GOODBYE GIRL（1996年） - エリオット　役
- エニシング・ゴーズ（1996年） - ビリー　役
- ロス・タラントス-バルセロナ物語-（1998年・1999年） - ラファエル　役
- カルメン（1999年・2001年） - エスカミーリョ 役
- DECIMA-出島-（2000年） - 吉雄権之介 役
- キャンディード（2001年） - キャンディード 役
- 王様と私（2002年） - ルンタ役
- 風と共に去りぬ（2002年 - 2003年） - アシュレー 役
- ラヴレターズ（2003年）
- ワルプルギスの音楽劇「FAUST」（2004年） - メフィストフェレス 役
- マイ・フェア・レディ（2005年・2007年・2009年 - 2010年） - ヒギンズ教授 役
- スウィート・チャリティ（2006年） - ヴィットリオ&ダディー 役
- ア・ラ・カルト
  - ア・ラ・カルト～役者と音楽家のいるレストラン～（2006年） - ゲスト出演
  - おしゃべりなレストラン～ア・ラ・カルト リニューアルオープン準備中～（2009年） - ゲスト出演
  - ア・ラ・カルト２ -役者と音楽家のいるレストラン-（2011年） - ゲスト出演
- BKLYN(ブルックリン)（2007年） - テイラー 役
- 蜘蛛女のキス（2007年・2010年） - モリーナ 役
- 恋はコメディー（2008年） - ギョーム 役
- デュエット（2008年） - ヴァーノン 役
- 愛と青春の宝塚（2008年 - 2009年） - 影山航 役
- 蜘蛛の巣（2009年） - ロード警部 役
- オペラ・ド・マランドロ（2009年） - タイガー 役
- 夢の裂け目（2010年） - 成田耕吉 役
- ラヴ・レターズ（2010年）
- ミュージカル「ZORRO THE MUSICAL」（2011年） - ラモン総督 役
- 三銃士（2011年） - アラミス 役
- ロコへのバラード（2011年・2013年） - オラシオ 役
- チェス
  - CHESS in Concert（2012年・2013年） - アナトリー 役
  - CHESS THE MUSICAL（2015年） - アナトリー 役
- ザ・ミュージカル　９時から５時まで（2012年） - フランクリン社長 役
- 招かれざる客（2012年） - ジュリアン 役
- I LOVE MUSICAL 〜ミュージカルへようこそ〜（2013年）
- ミュージカル「トゥモロー・モーニング」（2013年） - ジャック 役
- ミュージカル「天翔ける風に」（2013年） - 才谷梅太郎 役
- クリエ・ミュージカルコレクション（2014年）
- シスター・アクト〜天使にラブ・ソングを〜
  - シスター・アクト～天使にラブ・ソングを～（2014年） - エディ・サウザー警部 役
  - 天使にラブ・ソングを～シスター・アクト～（2016年 - 2017年） - エディ・サウザー警部 役
  - 天使にラブ・ソングを～シスター・アクト～（2019年 - 2020年） - エディ・サウザー警部 役
- 三文オペラ（2014年） - タイガー・ブラウン 役
- リーディングドラマ「Re：」Session5（2014年）
- Umeda Arts Theater 10th Anniversary「Golden Songs」（2015年）
- こまつ座第108回公演「小林一茶」（2015年） - 竹里 役
- スカーレット・ピンパーネル（2016年・2017年） - ショーヴラン 役
- デスノート
  - デスノート THE MUSICAL（2017年） - リューク 役[1]
  - デスノート THE CONCERT（2017年）
- MUSICAL「シークレット・ガーデン」（2018年） - ネヴィル 役
- ロミオ＆ジュリエット
  - ミュージカル「ロミオ＆ジュリエット」（2019年） - ヴェローナ大公 役
  - ミュージカル「ロミオ＆ジュリエット」（2021年） - ロレンス神父 役
- ミュージカル「SMOKE」（2019年） - 〈超〉 役
- ミュージカル『リトル・ショップ・オブ・ホラーズ』（2020年・2021年） - オリン 役
- ハルシオン・デイズ2020（2020年） - 橋本哲造 役
- 夫婦漫才（2021年） - 平田洋平 役
- ミュージカル『グリース』（2021年） - ティーンエンジェル 役
- ミュージカル『ガイズ&ドールズ』（2022年）- ブラニガン警部 役
- ミュージカル『イザボー』（2024年） - ブルゴーニュ公フィリップ 役[2][3]
- 星列車で行こう（2024年 - 2025年）- 車掌 役[4][5]
- The Gentlemen's（2024年）[6]
- ブロードウェイミュージカル 『ピーター・パン』（2025年7月28日 - 8月6日予定、東京国際フォーラム ホールC）- フック船長 役[7]

### テレビドラマ
- 29歳のクリスマス 第1話 - 第4話（1994年10月20日 - 12月22日、フジテレビ） - 深沢 役
- 土曜ワイド劇場 女請負人（2000年7月29日、テレビ朝日） - 田村直人 役
- ミュージックinドラマ｢ホシに願いを｣（2004年3月26日、NHK） - 谷広志 役
- ゼロの真実〜監察医・松本真央〜 第7話 - 最終話（2014年8月28日 - 9月4日、テレビ朝日） - 浅尾竜太 役
- ドクターX〜外科医・大門未知子〜 第8話（2014年11月27日、テレビ朝日） - 八田邦夫 役
- 下町ロケット ガウディ計画編（2015年11月22日 - 12月20日） - 石坂宗典 役
- ビューティフル・スロー・ライフ（2015年12月24日、NHK） - ハムレット俳優 役

### テレビ(バラエティ番組)
- ニンゲン観察バラエティモニタリング （2022年1月6日放送回出演、TBS系）

### 日本語吹き替え
- ディズニー映画「アラジン」（1992年・1994年・1995年・1997年） - アラジン 役・歌
- 映画「天使にラブ・ソングを2」（1993年） - ウェスリー・グレン・"アマール"・ジェームズ 役

### ラジオ
- Saturday Night Treasures（2014年10月4日 - 2016年3月26日 、FM COCOLO）
- Midnight Treasures（2016年4月5日 - 2021年3月30日 、FM COCOLO）

### 配信番組
- 松田悟志のガットインTV 
  - vol.98 (2024年10月15日、ニコニコ生放送) - ゲスト
  - vol.105（2025年1月13日、ニコニコ生放送） - ゲスト、番組ジングル曲を作曲[8]

## ライブ・コンサート
- 留守晃・石井一孝ジョイントライブ（1994年 - 東京・渋谷）
- Viva　Primavera!（1995年5月27日 - 東京サテンドール、6月3日 - 大阪アンコール）
- ソロコンサート「LIVE AS SINGER」（1997年1月25日 - 東京・シアターアプル）
- Heart & Soul Cafe（1999年3月28日 - 東京・青山マンダラ、4月4日 - 東京・六本木ピットイン）
- La Noche Feriz　～聖なる夜、生なる調べ～（1999年12月23日～24日 - 東京・アートスフィア）
- Kazu Unplugged LIVE with Tekkan & 岩田元（2000年1月8日～9日 - 巌本真理メモリアルホール、ホテル東急インターナショナル）
- Heart & Soul Cafe‘00（2000年2月12日、19日 - 東京・六本木ピットイン）
- 石井一孝 Windy Session（2000年6月17日 - 東京・アートスペースワセダ）
- 石井一孝 Windy Session Ⅱ（2000年10月29日 - 東京・アートスペースワセダ）
- 石井一孝 LIVE IS BEAUTIFUL（2001年5月4日 - 東京・R’s アートコート）
- Candid Session After Candid（2001年8月25日 - 東京・シアターＶアカサカ）
- 石井一孝COUNT DOWN&NEW YEAR’S LIVE SESSION（2001年12月31日 - 東京・赤坂プリンスホテル・クリスタルパレス）
- 石井一孝ライヴ～INVIERNO～（2002年2月16日 - 東京・R’s アートコート）
- 1st Step to Next Dream（2002年6月29日 - 東京・R’s アートコート）
- 石井一孝Live Session 2002～sueno de velano（夏の夢）～（2002年8月13日～14日 - 東京・赤坂プリンスホテル・クリスタルパレス）
- 石井一孝Live Be Myself!（2002年 - 東京・STB139 Sweet Basil）
- ベスト・ミュージカル～4Knights Special Concert in Opera City～（2002年12月30日 - 東京・東京オペラシティ・コンサートホール）
- 是方博邦　with 石井一孝（2003年3月1日 - 東京・高円寺JIROKICHI）
- Our Song Collection　石井一孝・曾我泰久コラボレーションツアー（2003年3月9日 - 東京・新宿アイランドホール、3月15日 - 大阪・リーガロイヤルホテル、3月16日 - 名古屋・ボトムライン）
- 石井一孝 弦楽五重奏コンサート”Woody Session” with 大島ミチル Vol 1（2003年8月10日 - 東京・TOKYO FM HALL）
- 是方博邦 with 石井一孝（2003年8月15日 - 東京・STB139、8月23日 - 東京・R’s アートコート、12月24日 - 京都・京都RAG）
- 石井一孝 弦楽五重奏コンサート”Woody Session” with 大島ミチル Vol 2（2004年2月1日 - 東京・TOKYO FM HALL）
- 石井一孝ミュージカルＣＤ制作座談会 with 大島ミチル（2004年5月16日 - 東京・R’s アートコート）
- 石井一孝＆山崎拓巳トークライブ「OPEN YOUR DOOR　好きな事で生きていく！可能性の扉を開け！」（2004年5月30日 - 東京・こまばエミナース）
- 3rd CD In The Scent OF Love 発売記念live（2005年3月13日 - ABCホール）
- 石井一孝 弦楽五重奏コンサート”Woody Session” with 大島ミチル Vol 3（2005年6月5日 - 東京・TOKYO FM HALL）
- QUEEN　トリビュートLIVE（2005年6月12日 - 東京・TOKYO FM HALL）
- QUEEN　トリビュートLIVE　Ⅱ（2005年9月25日 - 東京・TOKYO FM HALL）
- 石井一孝コンサート　duo style vol.1（2005年12月11日 - 東京・渋谷DUO）
- ROLLY vs 石井一孝 Maniac Love（2006年1月14日 - 東京・東京會舘　ローズルーム9F）
- Fiesta de Invierno　～Birthday＆Valentine Live～（2006年2月4日 - 大阪・FANJ TWICE）
- Musical Wonderland（2006年2月26日 - 東京・ティアラこうとう）
- 是方博邦　“Birthday Special “LIVE with 石井一孝（2006年3月3日 - 東京・Blues Alley Japan）
- Heart & Soul Cafe　Again（2006年3月11日 - 名古屋・Heart Land Studio）
- Our Song Collection2006　石井一孝・曾我泰久コラボレーションLIVE（2006年5月14日 - 東京・TOKYO FM HALL、5月20日 - 大阪・amHALL）
- 石井一孝 弦楽五重奏コンサート”Woody Session” with 大島ミチル Vol 4（2006年6月3日 - 東京・草月ホール）
- 是方博邦　with 石井一孝（2006年7月14日 - 東京・高円寺 JIROKICHI、7月15日 - 神奈川・戸塚Gクレフ）
- 東京會舘ミュージカルサロンVol.10 「今井清隆 vs 石井一孝 バルジャンズ　トーク＆ライブ」（2006年8月7日 - 東京・東京會舘）
- 是方博邦　with 石井一孝（2007年1月18日 - 東京・Blues Alley Japan）
- MOCA　STYLE　CONCERT　2007　FIANCHI　feat.石井一孝（2007年3月15日 - 東京・Blues Alley Japan）
- 表参道ヒルズ　スパイラルライブ（2007年3月17日 - 東京・表参道ヒルズ　吹抜け大階段）
- 東京會舘ミュージカルサロンVol.13「バルジャンズトーク＆ライブPARTII～今宵もあなたと魅惑の夜を fromブロードウェイ to有楽町～」（2007年3月25日 - 東京・東京會舘）
- 15周年記念ライブ　1　1/2　DECADE（2007年8月26日 - 東京・天空劇場）
- FIANCHI　Presents　“Quottoro　Voice”(2007年9月24日 - 東京・Blues Alley Japan)
- 是方博邦　with 石井一孝（2007年12月22日 - 京都・京都RAG）
- 石井一孝コンサート Four You（2008年4月29日 - 東京・草月ホール）
- 是方博邦　with 石井一孝（2008年5月3日 - 東京・高円寺 JIROKICHI、5月9日 - 東京・Blues Alley Japan、9月13日 - 東京・Blues Alley Japan）
- One Night Twinkle ～小坂明子と仲間達～（2008年9月4日 - 東京・Blues Alley Japan）
- 4thCD発売記念ライブ“同じ傘の下で”（2008年10月4日 - 大阪・amHALL、10月12日 - 東京・STB139）
- CDデビュー10周年記念コンサート（2009年10月12日 - 東京・TOKYO FM HALL）
- Swing in the Midnight Blue（2009年10月31日 - 東京・Blues Alley Japan）
- One Night Twinkle Vo.3～小坂明子と仲間達～（2009年11月7日 - 東京・Blues Alley Japan）
- 是方博邦　with 石井一孝（2009年11月13日 - 東京・Club　IKSPARI）
- Xmas Dinner Show「Knights in Night」（2009年12月19日 - 東京・東京會舘）
- 是方博邦 音楽生活35周年記念SPECIAL LIVE 是方博邦 with 石井一孝（2010年5月15日 - 東京・Blues Alley Japan）
- 石井一孝コンサートwith Strings2010　熱情（2010年6月19日 - 東京・草月ホール）
- ジノ・ヴァネリ・トリビュート・ライブ（2010年7月22日 - 東京・JZ Brat）
- 石井一孝　with　是方博邦 デュオライブ（2010年8月7日 - 東京・江古田Marquee）
- Swing in the Midnight BlueⅡ in TOKYO（2010年8月21日 - 東京・Blues Alley Japan）
- Swing in the Midnight BlueⅡ in OSAKA（2010年8月28日 - 大阪・Royal Horse）
- 是方博邦　with 石井一孝（2011年4月22日 - 東京・STB139）
- たった一度のコンサート（2011年12月23日 - 東京・草月ホール）
- Talk & Sing & Act　～ミュージカルの小窓を開けて～　in FUKUOKA（2012年3月3日 - 福岡・アクロス福岡円形ホール）
- Talk & Sing & Act　～ミュージカルの小窓を開けて～　in TOKYO（2012年7月28日 - 東京・TOKYO FM HALL）
- 石井一孝20周年記念コンサート（2012年9月2日 - 東京・草月ホール）
- 是方博邦　with 石井一孝　音楽＆トークの夕べ（2012年12月21日 - 京都・京都RAG）
- X’mas LIVE in OSAKA（2012年12月23日 - 大阪・fun time “Bonilla”）
- 小松亮太with special guest石井一孝（2013年1月18日 - 大阪・ビルボードライブ大阪）
- One Night Collaboration ～田中公平＆石井一孝～（2013年1月27日 - 東京・草月ホール）
- THE MUSICAL！（2013年3月15日 - 福岡・アクロス福岡）
- 博多ただいまコンサート（2013年3月16日 - 福岡・Gate's7）
- 石井一孝&Marie AOR NIGHT（2013年3月31日 - 東京・MANDALA）
- Talk & Sing & Act　～ミュージカルの小窓を開けて～　in Nagoya（2013年8月4日 - 愛知・今池ガスホール）
- 石井一孝 ソロコンサート 熱情 ふたたび（2014年3月29日 - 東京・草月ホール）
- ジノ・ヴァネリ・トリビュート・ライブ（2014年4月19日 - 東京・KIWA）
- 石井一孝 ソロコンサート Winter’s Diamond（2015年1月10日～11日 - 東京・草月ホール）
- Saturday Night Treasures presents 石井一孝 俺のライブ!!!! in大阪（2015年5月30日 - 大阪・amHALL）
- 石井一孝 博多ただいまコンサートPart.2（2015年6月13日 - 福岡・Gate's7）
- cube三銃士 Mon STARS Concert（2015年7月4日～6日 - 東京・草月ホール）
- 石井一孝 Musical Concert in 名古屋（2015年7月20日 - 愛知・名古屋国際ホテル）
- 壮一帆firstコンサート「Feel SO Good」　ゲスト（2015年8月5日 - 東京・Bunkamuraシアターコクーン）
- 岡幸二郎ベスト・オブ・ミュージカルⅡ　ゲスト（2015年11月30日 - 東京・東京オペラシティコンサートホール）
- 第95回 クリスマスステップコンサート　ゲスト（2015年12月15日 - 東京・Bunkamuraオーチャードホール）
- 是方博邦 40周年 SPECIAL 6DAYS：3 是方博邦 with 石井一孝（2015年12月21日 - 京都・京都RAG）
- KOHKI OKADA presents I Love Musical（2016年2月6日～7日 - 東京・東京グローブ座）
- cube三銃士　Mon STARS Concert　～Returns～（2016年2月11日～14日 - 東京・東京グローブ座、3月1日～2日 - 大阪・サンケイホールブリーゼ、3月3日 - 福岡・ももちパレス）
- 石井一孝 ニューアルバム発売記念コンサート BLACK&BLUE（2016年3月27日 - 東京・ヤクルトホール）
- ルネージャ meets 石井一孝 Special Live（2016年4月16日 - 神奈川・モーションブルー横浜）
- 石井一孝 ミュージカルコンサート ～ミュージカル高座2016～（2016年8月28日 - 東京・浜離宮朝日ホール 小ホール）
- オリンピックコンサート2016　ゲスト:Mon STARS（2016年10月7日 - 東京・東京国際フォーラム）
- OTEMACHI MUSICAL WEEK「THE BEST OF MUSICAL CONCERT」（2016年12月1日～3日 - 東京・よみうり大手町ホール）
- 石井一孝 Christmas Concert 2016（2016年12月23日 - 東京・浜離宮朝日ホール 小ホール）
- 川井郁子 新春ディナーコンサート　ゲスト（2017年1月2日 - 東京・帝国ホテル）
- 石井一孝 ソロコンサート 24.9th（2017年3月20日 - 東京・よみうり大手町ホール）
- 石井一孝 博多ただいまコンサートPart.3（2017年5月13日 - 福岡・Gate's7）
- 朝海ひかる 女優10周年記念ツアー DANCE LIVE「will」」ゲスト（2017年6月8日 - 東京・よみうり大手町ホール）
- 石井一孝 デビュー25周年記念 ミュージカルコンサート（2017年7月9日 - 東京・ホテルニューオータニ）
- ソング＆ダンス・オブ・ブロードウェイ　ゲスト（2017年10月8日 - 東京・東急シアターオーブ）
- さよなら中日劇場『岡幸二郎 in ミュージカルコンサート』　ゲスト（2017年12月19日 - 愛知・中日劇場）
- 石井一孝 Christmas Concert 2017（2017年12月23日 - 東京・浜離宮朝日ホール 小ホール）
- MUZAジルベスターコンサート（2017年12月31日 - 神奈川・ミューザ川崎シンフォニーホール）
- シアタークリエ10周年記念公演『TENTH』（2018年1月19日 - 東京・シアタークリエ）
- cube三銃士『Mon STARS Concert ～Again～』（2018年2月20日～22日 - 東京・Bunkamura オーチャードホール）
- 俺のライブ!!! in 大阪 Part.2（2018年3月10日 - 大阪・ROYAL HORSE）
- 石井一孝 ニューアルバム発売記念コンサート “水面浮上”（2018年4月8日 - 東京・草月ホール）
- ルネージャ meets 石井一孝 Special Live vol.2（2018年8月18日 - 東京・汐留 BLUE MOOD）
- Todos del Tango Verano 2018（2018年8月24日～25日 - 東京・日本青年館ホール）
- 石井一孝 ミュージカルコンサート ミュージカル高座2018 ～イエローとブルーの密会～（2018年9月2日 - 東京・浜離宮朝日ホール 小ホール）
- 姿月あさと ソロコンサート　ゲスト（2018年9月19日 - 東京・グローブ座）
- 石井一孝＆ローラン・バン TALK&LIVE（2018年9月25日 - 東京・汐留 BLUE MOOD）
- 石井一孝『博多ただいまコンサートPart.4 ～ミュージカル高座 in HAKATA～』（2018年10月6日 - 福岡・Gate's7）
- Gino Vannelli Tribute Live Vol.3 / Periguns featuring 石井一孝（2018年10月21日 - 東京・JZ Brat SOUND OF TOKYO）
- 石井一孝 Story Live ～君からのBirthday Card～（2018年11月11日 - 神奈川・Yokohama O-SITE）
- 岡幸二郎ベスト・オブ・ミュージカルⅣ　ゲスト（2018年12月10日 - 東京・東京オペラシティコンサートホール）
- 第4回 お寺コンサート ～ゆく年の記憶を刻み、来たる年の平和への願いを込めて～（2018年12月29日 - 愛知・曹洞宗 成道寺）
- 姿月あさと「昭和歌謡祭 Vol.1」ゲスト（2019年5月6日 - 神奈川・横浜赤レンガ倉庫１号館 3階ホール）
- 石井一孝 ソロコンサート2019（2019年5月12日 - 東京・浜離宮朝日ホール 小ホール）
- QUEEN トリビュートライブ again（2019年7月14日 - 東京・KIWA 天王洲アイル）
- 曾我泰久&石井一孝 コラボライブ2019「照り返す季節ふたたび」（2019年7月27日 - 神奈川・Yokohama O-SITE）
- ミュージカル高座 in 名古屋（2019年8月10日 - 愛知・今池ガスホール）
- 石井一孝 meets ローラン・バン 『One Night Concert』（2019年8月24日 - 東京・南青山マンダラ）
- 石井一孝 Story Live 『君からのBirthday Card』（2019年9月15日 - 東京・浜離宮朝日ホール 小ホール）
- 俺のライブ!!! in 大阪 Part.3（2019年9月28日 - 大阪・ROYAL HORSE）
- Alma de Tango 2019～タンゴの魂～（2019年10月22日 - 東京・イイノホール）
- I Love Musical Year-end Version（2019年12月28日～29日 - 東京・ヤマハホール）
- 俺のJazz Live in 大阪 featuring 竹中俊二～Swing in the Midnight Blue～（2020年7月11日 - 大阪・ROYAL HORSE）
- 無観客配信イベント「MonSTARSの密会 / 危険な3人～近づくな！」vol.1（2020年7月19日）
- コラボLIVE配信『Streaming＋ LIVING ROOM CONCERT』（2020年7月21日）
- 『THE MUSICAL CONCERT at IMPERIAL THEATRE』（2020年8月23-25日 - 東京・帝国劇場）
- 石井一孝 ソロコンサート2020（2020年9月6日 - 東京・浜離宮朝日ホール 小ホール）
- 石井一孝『博多ただいまコンサートPart.5』（2020年9月26日 - 福岡・Gate's7）
- 『no Musical no life ～10th Anniversary Symphoni』（2020年12月12日 - 愛知・刈谷市総合文化センター アイリス）
- 石井一孝 年忘れコンサート2020（2020年12月27日 - 東京・浜離宮朝日ホール 小ホール）
- 生配信ライブ『石井一孝 New Year Treasures LIVE 2021』（2021年1月17日）
- MUSISION presents リビングルーム・コンサート『Valentine special ～チョコレート、貰いたいしあげたいし～』（2021年2月9日〜10日）
- 石井一孝　ミュージカル高座 in 名古屋2021（2021年5月1日 - 愛知・今池ガスホール）
- 生配信ライブ『石井一孝 クリスマスコンサート 2021』(2021年12月25日)
- 石井一孝 39ミュージカル・ライブ in TOKYO（2024年9月22日）[9]
- 石井一孝 Reading Style Drama「君からのBirthday Card」（2025年1月25日）[10]
- CONCERT『THE BEST New HISTORY COMING』（2025年2月25日・26日）[11][12]
- バロック音楽劇『ヴィヴァルディ〜四季』ドラマコンサート（2025年5月8日 - 11日）[13]
- I LOVE MUSICAL 2025〜この曲をあなたへ〜（2025年9月6日〈予定〉）[14]

## ディスコグラフィー

### アルバム
- 1st Album 「HEART & SOUL CAFE」（1999年9月9日）
  - 「HEART & SOUL CAFE 〜Reborn」（2018年2月20日）
- 2nd Album 「DOORS TO BREAK FREE」（2002年10月6日）
- 3rd Album 「In The Scent Of Love」（2004年8月10日）
  - 「In The Scent Of Love ～Top Note～」（2020年6月13日）
- コラボレーションCD 「Melodies for you」（2006年5月25日）
- 4th Album 「同じ傘の下で」（2008年10月4日）
- 5th Album 「Treasures in my life」（2013年6月15日）
- 6th Album 「Swing in the Midnight Blue」（2016年3月27日）
- Mon STARSミニアルバム「Lights and Shadows」（2018年2月20日）
- Best Album「Treasures in my life 1.5 〜Best of Musical Songs〜」（2018年4月8日）
- コラボアルバム 「Boîte À Musique（ボワット・ア・ミュージック）」（2019年8月24日）

### シングル
- 1st Single 「You’ll always be the one for me」（2012年9月26日）
- 2nd Single 「君のポラリス」（2013年8月10日）

### ライブDVD・VIDEO
- 1st VIDEO（VHS）「HEART & SOUL CAFE…at the turn of the century」（2000年）
- 1st DVD「In The Scent Of Love～Live For The Future～」（2007年）
- 2nd DVD「Swing in the Midnight Blue ～BLACK & BLUE 2016～」（2017年）
- 3rd DVD「HEART & SOUL CAFE …at the turn of the century ～New」（2018年）

### 舞台CD
- 「レ・ミゼラブル」日本公演ライヴ盤[赤] （1994年6月29日）
- 「レ・ミゼラブル」2003年公演キャスト盤 Valjean：Kazutaka Ishii Version（2004年11月12日）

### 舞台DVD
- 「愛と青春の宝塚～恋よりも生命よりも～」（2009年2月11日）
- ミュージカル「ロミオ＆ジュリエット」BLACK Version／WHITE Version（2019年8月1日）
- ミュージカル「SMOKE」（2020年1月）
- 「君からのBirthday Card」（2020年4月25日）
- 「ハルシオン・デイズ 2020」（2021年4月30日）
- ミュージカル「ロミオ＆ジュリエット」BLACK Version／WHITE Version（2021年12月3日）

### 参加作品CD
- Tokyo Disneyland「Treasures Of Fantasy」Vol.6　Aladdin's Great Adventure（1996年）
- ベスト・ミュージカル ～４Knights～（2002年）
- BEST MUSICAL 2 ～オクテット(八重奏)～ （2006年）
- Humarhythm V-Beyond the boundaries / 松原正樹（24-7Z Non-Stop（歌：石井一孝）収録） （2008年・2017年再発売）
- 30th Anniversary Live / 松原正樹（24-7Z Non-Stop（歌：石井一孝）＆コーラス参加） （2009年・2017年再発売）
- BEST MUSICAL～THE BEST～ （2012年）
- LIVE OF LIFE / 是方博邦 （Romancing Bird Ⅱ（作詞 歌：石井一孝）収録） （2013年）
- Todos del Tango(タンゴのすべて)  （2017年）
- Collaborations Vol.1 / Rendezvous （2017年）

### 参加作品DVD
- 30th Anniversary Live / 松原正樹（24-7Z Non-Stop（歌：石井一孝）＆コーラス参加） （2009年・2017年再発売）

## 連載
- シアターガイド「石井一孝の音の特効薬」 （2013年 - 2018年）

## 受賞歴
- 第35回菊田一夫演劇賞 演劇賞 - 「蜘蛛女のキス」